# Limnebius ozapalachicus
Limnebius ozapalachicus är en skalbaggsart som beskrevs av Perkins 1980. Limnebius ozapalachicus ingår i släktet Limnebius och familjen vattenbrynsbaggar. Inga underarter finns listade i Catalogue of Life.